# 叶夫根尼·普里戈任

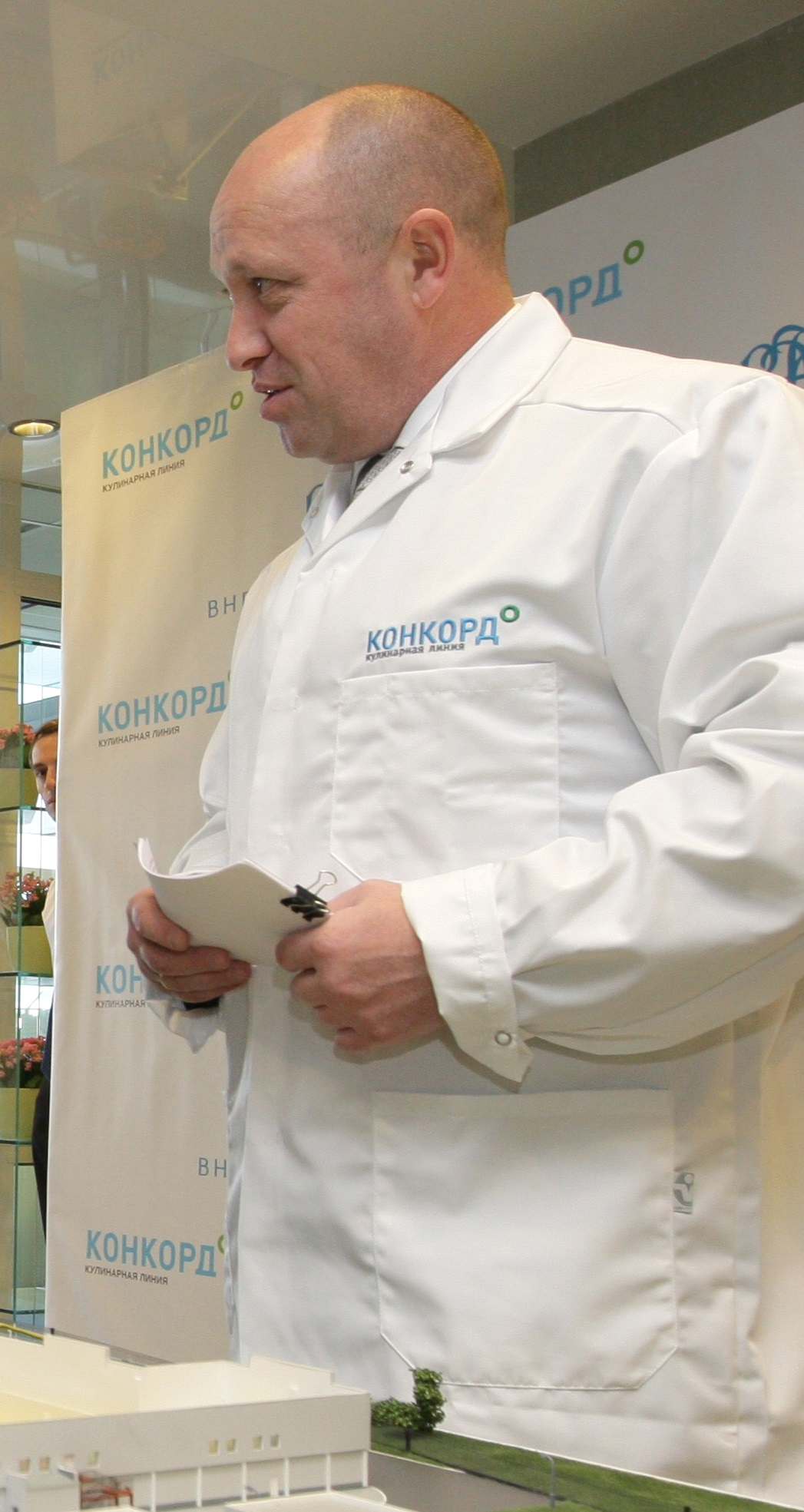
普里戈任

叶夫根尼·维克托罗维奇·普里戈任（俄语：Евге́ний Ви́кторович Приго́жин，羅馬化：Yevgeny Viktorovich Prigozhin，發音：[ɪ̯ɪvˈɡʲenʲɪɪ̯ ˈvʲiktərəvʲɪtɕ prʲɪˈɡoʐɨn]；1961年6月1日—2023年8月23日），俄罗斯寡头，雇佣军组织瓦格纳集团的共同创建者、实际领导者。
普里戈任出生于前苏联列宁格勒（今俄罗斯圣彼得堡）。早年曾就读滑雪学校，1980年代，因盗窃等罪名曾入狱服刑。出狱后，因从事快餐商业经营，积累起财富并涉足高級餐饮业。其曾承包圣彼得堡市府的宴会餐饮，因而逐渐与时任圣彼得堡副市长、后来成为俄罗斯总统的普京建立了联系。由於时常为普京筹备餐饮，因而有“普京的大厨”的称号。
在2022年俄乌战争爆发后，普里戈任與普京關係更加密切，但自巴赫穆特戰役陷入膠着狀態及瓦格納集團叛亂發生前，已疏遠普京，转而親近白俄羅斯總統盧卡申科，其人也在叛亂失敗後，移居白俄罗斯。
2023年8月23日，普里戈任的私人飛機在俄羅斯特維爾州墜毀，普里戈任和副手乌特金（亦是瓦格纳集团共同创始人，代号“瓦格纳”）等人当场毙命。虽一度传出普里戈津不一定在飞机上，但俄罗斯方面在空難現場根據普里戈津所缺少的手指和乌特金身上的纳粹纹身辨识出他們的尸体。随后进行的DNA检测结果亦证实普里戈津确已死亡。

## 早年
1961年6月1日，普里戈任生于苏联列宁格勒。母亲名叫维奥莱塔。父亲早逝，母亲靠在当地一家医院工作支撑包括患病祖母在内的一家，父亲和继父有犹太血统。
普里戈任的继父扎尔科伊是滑雪教练，因此少年求学时期的普里戈任曾立志成为一名职业越野滑雪运动员，其曾就读于列宁格勒第62体育寄宿学校，并于1977年毕业。

### 犯罪历史
1979年，18岁的普里戈任因盗窃罪被判处兩年零六個月緩刑。 他在大諾夫哥羅德的一家化工廠工作服刑。随后普里戈津返回列宁格勒并加入了一个帮派并犯下许多盗窃和抢劫罪行。1980年3月20日，普里戈津在街上掐住一名妇女的脖子致其昏迷，并抢走了她的靴子和耳环。随后普里戈津于1981年因为其一系列的盗窃，抢劫，欺诈和利用未成年人参与犯罪的罪行，被判处13年徒刑。
普里戈津最初被关押于一个高度设防的流放地，据他本人说当时他经常被关禁闭。1988年，普里戈津获苏联最高法院减刑至10年并被转移到了中度设防的流放地，他在共计被关押9年后于1990年获释。
后来，普里戈津经常向囚犯炫耀其被监禁的历史以招募他们加入瓦格纳集团。

## 事業

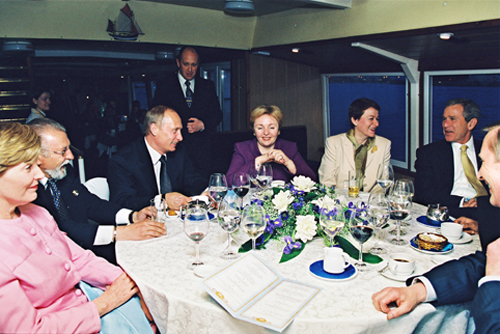
2002年5月25日，普里戈任（站在背景中）在聖彼得堡的“新島”水上餐廳接待了俄羅斯總統普京和美國總統小布什。

1990年获释后，普里戈任开始在列宁格勒卖热狗。据报道，普里戈任曾表示当时“一个月能赚1000美元，卢布堆积的速度超过了我母亲的反应速度”。1995年，普里戈任与朋友合伙在圣彼得堡涅瓦河畔开了“老味道”餐厅，1997年又开设了用旧船改造的水上餐厅“新岛餐厅”，从而结识了时任圣彼得堡市长的索布恰克和第一副市长的普京。2001年，普京在新岛餐厅为法国总统希拉克举行宴会。2002年5月，普京又在新岛餐厅招待了美国总统小布什。2003年，普京在“新岛”上庆祝生日晚会，普里戈任也借此进入了普京的核心圈。普京担任总统初期常在普里戈任的餐厅招待各国政要。之后，他创立的康科德管理咨询公司赢得了为俄罗斯学校和军队餐饮服务合同，并为普京组织国宴，因此被媒體稱為“普京的大厨”。
普里戈任控制著一系列隐约关联着的公司，其中的三家公司被指控參與干涉2016年美國總統選舉。普里戈任還被指控試圖影響2018年美國中期選舉。普里戈任及其公司和相关成员被美国和欧盟执行了多轮制裁。美国联邦调查局悬赏25万美元以得到能致其逮捕的信息。
根據啤令貓、知情者、明鏡的一項調查顯示，普里戈任的行動「與俄羅斯國防部及其情報部門格魯烏有緊密聯繫」。

## 俄羅斯入侵烏克蘭
随着战争的白热化，普里戈任瓦格纳集团在入侵乌克兰的战斗中被运用得越来越广泛。尤其是在巴赫穆特战役，普里戈任前往顿巴斯监督了瓦格纳的进展。然而与俄罗斯国防部等政府官员不同论调，普里戈任在Telegram中经常表示对绍伊古、格拉西莫夫、斯特列科夫、梅德韦杰夫等人的不满。
2023年5月，瓦格纳集团耗费10个月仍未完全拿下巴赫穆特且遭受惨重损失，普里戈任将之归罪于俄军高层仅仅把瓦格纳当成进攻用的炮灰，而不给瓦格纳弹药。在数个影片中，普里戈任在满地的瓦格纳分子尸体前怒斥俄军高层：“这是某些人的儿子，某些人的父亲，这些只是今天阵亡的，他们的血还没凉呢！而你们的儿子在干什么？在夜总会享乐！”
2023年6月10日，俄罗斯国防部长绍伊古表示，国防部已下令所有武裝在當月底前与国防部签署契約。6月11日，普里戈任表示瓦格纳不会与俄罗斯国防部签署任何合同。他認為，如果瓦格纳服從绍伊古，那么瓦格纳的指挥结构将会变坏，而且绍伊古不能正确管理军队。此前瓦格纳是与苏罗维金一起协调乌克兰的軍事行动。

## 兵变前后
普里戈任表示2023年乌克兰反攻開始後，俄軍正在從烏克蘭東部和南部撤退。莫斯科軍事領導階層下令襲擊瓦格納兵營，造成其部隊「大量」死亡。不過俄羅斯國防部否認此事和他們有關，並表示類似言論是在挑釁。2023年6月23日晚上9時10分，普里戈任在Telegram上發布一系列語音信息，揚言將進軍莫斯科，向绍伊古等人復仇，他籲讓俄羅斯軍事領導階層下台。晚上9時半前後，普里戈任又表示紹伊古專門來到頓河畔羅斯托夫，悄悄用炮兵和直升機飛行員來摧毀瓦格納。他宣布瓦格納將開始和俄軍對抗。6月24日凌晨2時04分，普里戈任再次表示瓦格納集團正在進入羅斯托夫。他還表示瓦格納击落了一架俄罗斯军用直升机。
在普里戈任的聲明發布後，俄羅斯總統辦公廳一度陷入慌亂。克里姆林宮的發言人佩斯科夫對媒體表示，俄羅斯總統普京已經得知了相關情況。6月24日凌晨0點30分，俄聯邦安全局宣布對瓦格納集團的疑似政變行為展開調查，並向瓦格納集團成員喊話，要求他們抓捕普里戈任，而且停止任何針對俄羅斯人民的軍事行動。俄羅斯總檢察長辦公室聲明稱將根據俄羅斯刑法279條有關軍事政變的部分，對普里戈任進行調查。同時俄軍方開始加強安保的行動，軍方的裝甲車和士兵正在夜間的城市街頭巡邏。國家杜馬和紅場等地出現了巡邏的裝甲車和其他軍車。俄軍在通往莫斯科的道路上設置了檢查站，向西通往俄控頓涅茨克地區的道路也被封鎖。頓河畔羅斯托夫市向預備役部隊發放武器。
在白俄羅斯調解下，他獲撤銷叛國罪前往白俄羅斯。
2023年6月26日，在结束兵变后普里戈任表示，瓦格纳向莫斯科行军是为了自救，同时对乌克兰战事进行的无效方式表达抗议，而不是为了推翻俄领导层。他還表示俄罗斯国防部长绍伊古此前下令所有志愿兵团与俄国防部签约，而到签约截止的7月1日，瓦格纳集团将不复存在。
2023年6月29日，俄总统普京在克里姆林宫会见了普里戈任。
普里戈任抵達白俄罗斯後，白俄罗斯的北约邻国立陶宛、波兰、拉脱维亚警告称，普里戈任抵达白俄罗斯将给其邻国带来麻烦。立陶宛总统瑙塞达報告称，若瓦格纳组织出现在白俄罗斯，那么北约必须加强其东翼力量。德国国防部长在访问立陶宛期间表示，為加强北约东翼安全，德国已准备好在立陶宛永久驻扎4000名士兵。
2023年7月6日，白俄罗斯总统卢卡申科表示普里戈任现在在俄罗斯圣彼得堡，不在白俄罗斯。
2023年7月19日，普里戈任在瓦格纳叛乱结束后的首次公开露面中說明未來计划，他稱他的部队将不再在乌克兰作战，而是集中精力在白俄罗斯训练士兵，并继续在非洲开展活动。
2023年7月26日的2023年尼日尔政变后，普里戈任在Telegram發布錄音，稱讚此次軍事政變是「好消息」，提出可安排麾下的傭兵協助當地維持秩序。与之相对，俄罗斯政府则呼吁在此次政变中遭到推翻的巴祖姆总统重新掌权，但强调其权力应该和平恢复。8月21日，普里戈任在瓦格納的telegram频道上发布了视频讲话，有人推測视频可能是在非洲拍摄的。此次視頻講話也是2023年特维尔州飞机坠毁事故前普里戈任最後一次公開露面。

## 墜機身亡
2023年8月23日，普里戈任的一架私人萊格賽600公务机在俄国特维尔州坠毁，其和瓦格纳集团的另一位创始人乌特金在乘客名单中。当地时间23日晚，俄罗斯联邦航空运输署发布消息称普里戈任及乌特金已在当天发生的坠机事故中遇难，他们的遗体被通过断指、乌特金身上的纳粹纹身等特征被确认。
8月25日，美国五角大楼确认死者是普里戈任本人。27日，俄国消息称DNA鉴别确认普里戈津确已在坠机中毙命。
12月22日，華爾街日報援引西方情報和前俄羅斯情報官員消息報道，俄羅斯聯邦安全會議秘書和前俄羅斯聯邦安全局局長尼古拉·帕特魯舍夫下令暗殺普里戈任，總統普京知情但沒有反對。

## 荣誉
- 俄羅斯
  -  俄罗斯联邦英雄
  -  祖国功勋勋章
  -  一级祖国功勋奖章
  -  二级祖国功勋奖章
  -  圣彼得堡建城300周年纪念奖章（英语：Medal "In Commemoration of the 300th Anniversary of Saint Petersburg"）
  -  顿涅茨克人民共和国
    -  顿涅茨克人民共和国英雄

  -  卢甘斯克人民共和国
    -  卢甘斯克人民共和国英雄
- 苏丹
  -  两尼罗河勋章（英语：Order of the Two Niles）

## 備注
1. ↑  簡稱“普大厨”